# ММП
ММП — мост малых пролётов. Предназначен как для возведения новых, так и восстановления существующих разрушенных мостов через малые реки (глубина до 5 м, ширина до 180 м). Также используется в путепроводах на военно-автомобильных дорогах.

## Техническое описание
В комплект входят:
- 18 пролётных строений с ездой поверху;
- 4 береговых пролёта (аппарели);
- 2 береговых лежня;
- 5 промежуточных опор типа 1;
- 6 промежуточных опор типа 2;
- 6 промежуточных опор типа 3;
- комплект монтажного оборудования.

### Технические характеристики
| Показатель                        | Значение  |
| --------------------------------- | --------- |
| общая длина моста                 | 195 м     |
| ширина проезжей части             | 4,5 м     |
| грузоподъёмность                  | 60 т      |
| темп возведения                   | 20-25 м/ч |
| расчёт для возведения моста       | 43 чел    |
| расчёт для возведения путепровода | 38 чел    |
| масса комплекта                   | 227 т     |